# Rudolf von Deutsch
Rudolf Friedrich von Deutsch, född 1835 i Moskva, död 1921 i Berlin, var en tysk historiemålare.
Deutsch studerade vid Dresdens konstakademi från 1855, uppehöll sig 1863–1866 i Italien, dit han för övrigt ofta återvände, gjorde dessutom studieresor i Belgien och England samt slog sig ned i Berlin 1866. Han strävade i början efter sträng stilisering med huvudvikt lagd på teckningen, men tillägnade sig sedermera en blomstrande kolorit. Som hans huvudarbeten nämns kartonger och pennteckningar med ämnen ur den antika mytologin, såsom Prometheus fängslande, Den segrande Germania, Helenas bortrövande (i Berlins nationalgalleri). Hans genrebilder anses mindre framstående.